# 스맥걸
스맥걸(Smackgirl)은 여성 격투가들만 참가하는 일본의 종합격투기 대회로, 2000년 12월 5일 일본무도관에서 첫 대회가 열린 뒤 여성 대회로는 세계에서 유일하게 정기적으로 개최되고 있다. 대회의 주를 이루는 전문 종합격투기 대진 외에도 그래플링이나 아마추어 행사도 열고 있다.

## 규칙
시합은 5분 3라운드 또는 2라운드제. 팔꿈치 공격이나 버스터(파워 밤), 그라운드 포지션 상에서의 안면 타격을 금지하고, 그라운드 공방에는 30초의 제한 시간이 있다. 체급으로는 플라이급(48 킬로그램 이하), 라이트급(52 킬로그램 이하), 미들급(58 킬로그램 이하), 무차별급(제한없음)이 있다.

## 역대 챔피언
무차별급
- 야부시타 메구미 (2004년 12월 19일 ~ 2006년 2월 15일, 0회 방어)
- 어맨다 버크너 (2006년 2월 15일 ~ 2007년 5월 15일, 0회 방어)
- 타카하시 요코 (2007년 5월 19일 ~, 0회 방어)
- 히로코 (2007년 9월6일 ~ )

미들급
- 로라 디오가스트 (2005년 8월 17일 ~ 2006년 9월 1일, 0회 방어)
- 아카노 히토미 (2006년 9월 15일 ~, 0회 방어)
- 하시 타카요 (2007년 9월6일 ~ )

라이트급
- 쓰지 유카 (2005년 6월 28일 ~, 3회 방어)

플라이급
- 시나시 사토코 (2005년 11월 29일 ~, 1회 방어)

## 참조
1. ↑  스맥걸은? 보관됨 2007-08-17 - 웨이백 머신 - スマックガール
2. ↑  'MIKU Finally Making a Smack Girl Debut! Cammy Hostettler is Ready for a The Main Event!' 보관됨 2008-10-17 - 웨이백 머신 - Bout Review USA
3. ↑  SGS official rules 보관됨 2007-09-27 - 웨이백 머신 - スマックガール